# Ulica Milana Majcna, Ljubljana
Ulica Milana Majcna je ena izmed ulic v Spodnji Šiški (Mestna občina Ljubljana).

## Poimenovanje
Ulica je bila uradno poimenovana 4. junija 1952 po narodnemu heroju Milanu Majcnu; predhodno je bila Sv. Jerneja ulica, poimenovana po Stari cerkvi, do katere je vodila.

## Urbanizem
Prične se na križišču s Celovško cesto, medtem ko se slepo konča blizu železniške proge Ljubljana - Jesenice d.m.